# Коуниці
Коуниці — містечко в Чехії, одне з трьох у складі округу Нимбурк. Містечко існувало як село принаймні з XIII століття, мало статус містечка у кінці XIX — першій половині XX століття, повернуло його 2006 року. Відоме замком XVI—XVII століття. Також у Коуниці існує Церква святого Якова та низка інших архітектурних пам'яток.
Коуниці розташовані на рівнині на висоті близько 200 м над р. м. У 4 км на південь розташоване місто Чеський Брод, у 26 км на південний схід — місто Колін.

## Історія
Село вперше згадується 1257 року як володіння Захара з Коуниці. Надалі воно переходило від одного власника до іншого, часто було розділене. Під час гуситських воєн з села вигнали всіх священників. Після побудови замку в кінці XVI століття село стало центром маєтку, який об'єднував навколишні села. З 1760 року маєтком володіла Марія-Тереза Савойська, а до 1848 її нащадки з роду Ліхтенштейнів. Після скасування кріпацтва в Австро-Угорщині Ліхтенштейни володіли лише палацом та господарськими будівлями до 1924 року.

## Адміністративний статус

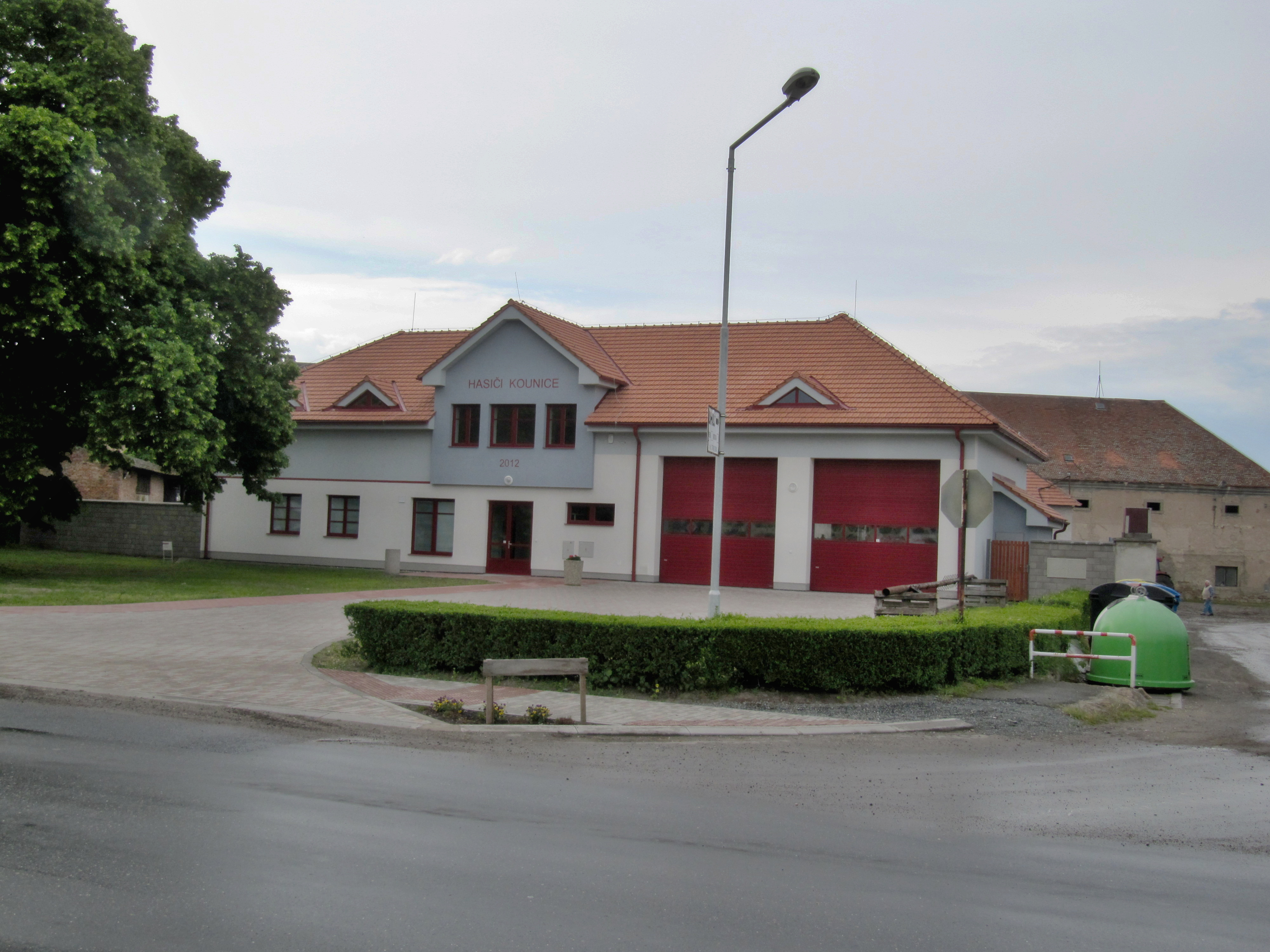
Міська пожежна станція

1848 року громада села подала прохання про підвищення статусу населеного пункту до містечка. Клопотання було задовільнене 1871 року, але без міського герба. У другій половині XX століття Коуниці втратило статус містечка, а було громадою (чеськ. neměstské obce). Лише 2006 року отримало знову статус містечка. 2007 року створено герб і прапор Коуниці.
У 1850—1960 містечко належало до округу Чеський Брод, з 1960 року — до округу Нимбурк. З 2003 року адміністрування містечка здійснюється з міста Чеський Брод, округу Колін.

### Герб і прапор
Герб являє собою синьо-червоний щит зі срібним орлом з висолопленим червоним язиком у правій половині та трьома колосками ячменю в лівій половині виростають три золотисті відхилені колоски ячменю. Блакитна половина щита з орлом повторюють герб Прокопа Дворжецького з Ольбрамовице, колосся ячменю символізує виробництво солоду, що традиційно здійснювалося в Коуниці. Прапор також розділений на синю й червону половини, малюнком наслідує герб.

## Населення
Станом на 1 січня 2016 року в містечку мешкало 1346 осіб.

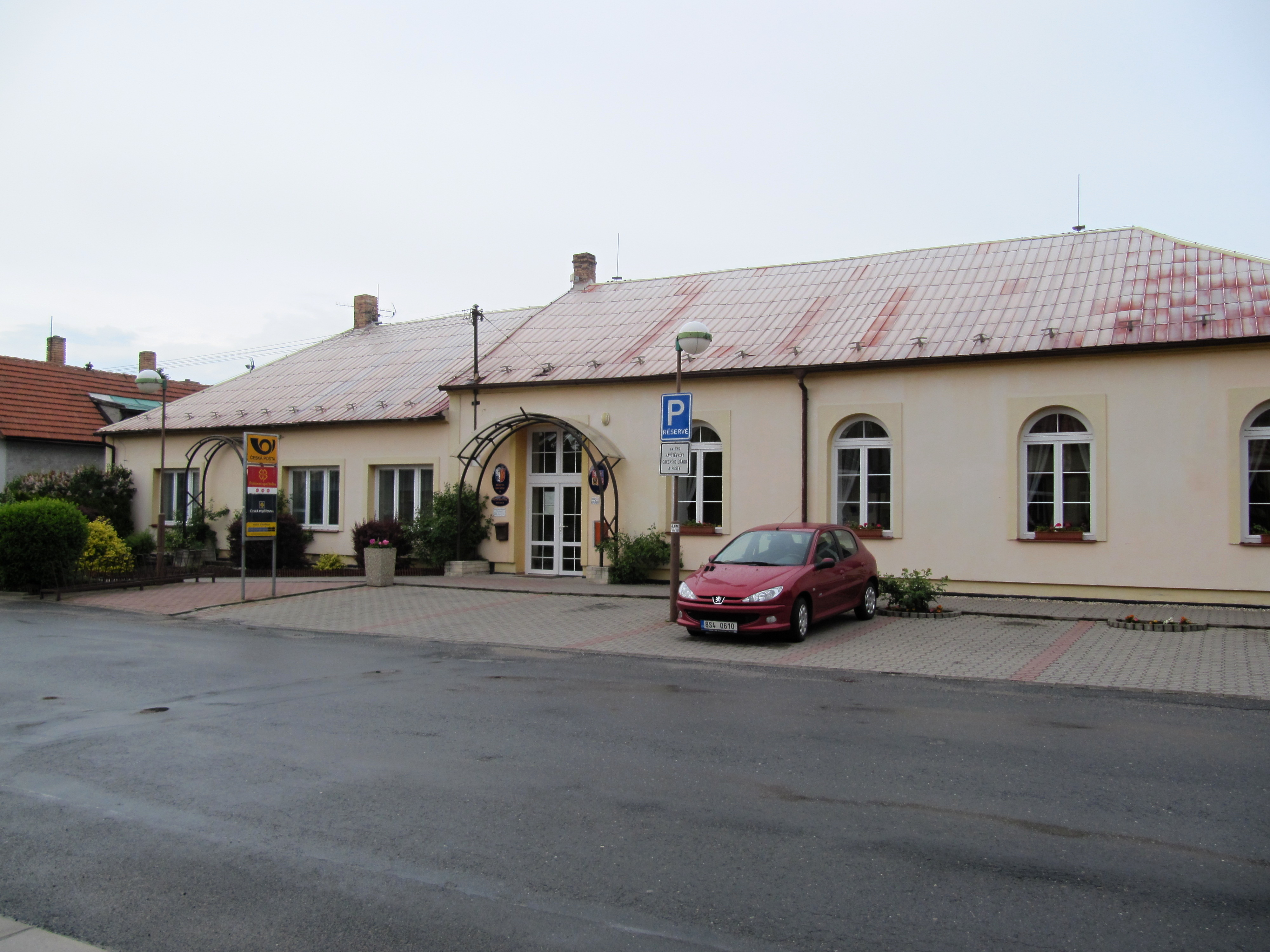
Поштове відділення Коуниці

## Освіта, культура і спорт
У містечку працює школа, заснована 1660 року, перебудована 1762 та 1843 року. У 1900 році було лише 4 класи, а 1928 — вже 7, через що школа переїхала до замку. Була закрита німецькою окупаційною адміністрацією у 1941 році, після звільнення продовжувала працювати в замку до 1990 року, коли після пожежі їй було виділено окрему будівлю. Лише 1997—1999 року для школи було побудовано сучасні корпуси. У школі навчається 150—180 дітей. Поруч зі школою розміщено стадіон місцевого спортивного клубу «Сокол».
Також є бібліотека і дитячий садок, який працює з 1952 року.

## Пам'ятки

### Замок

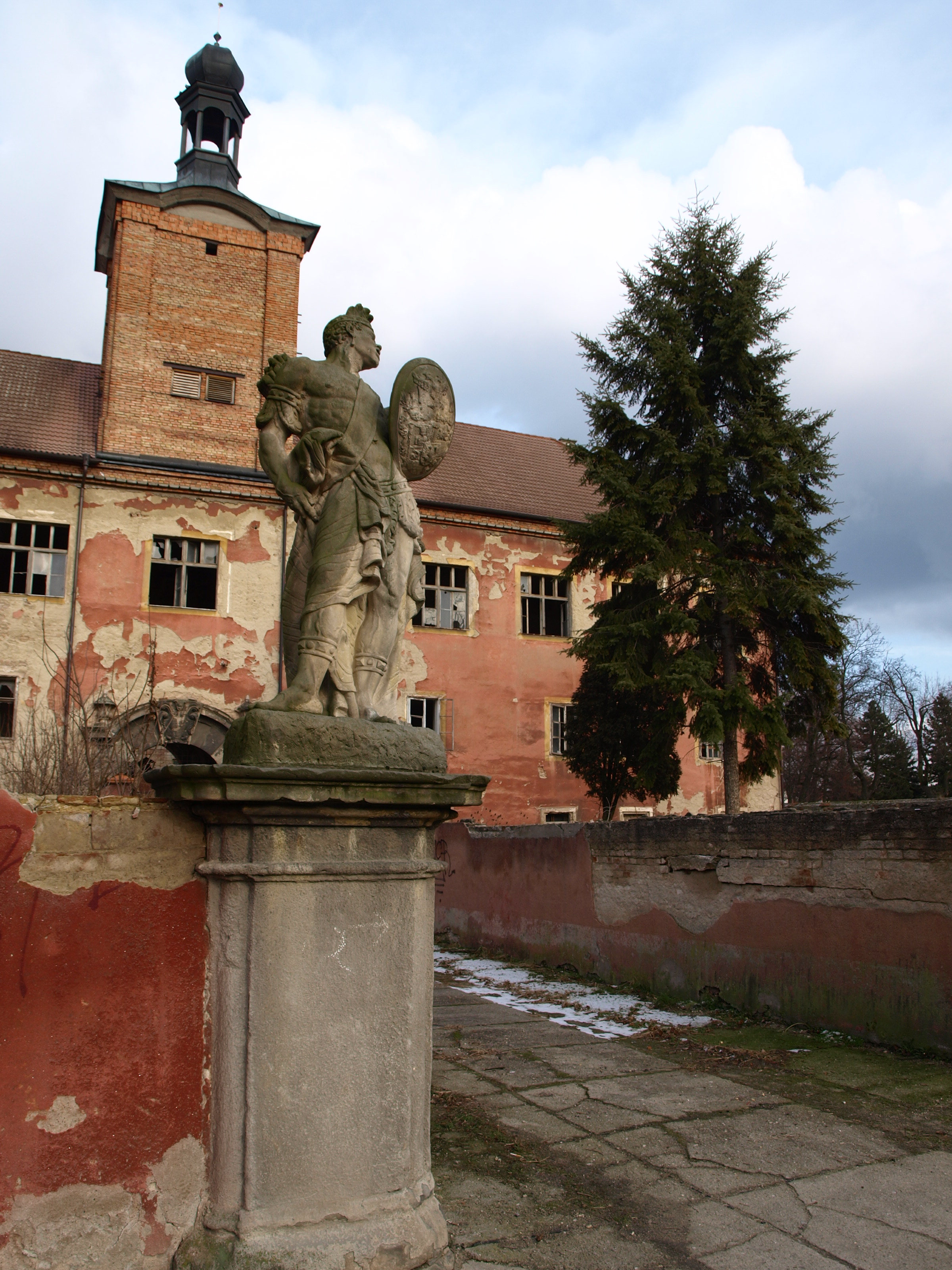
Статуя мавра при вході до замку (скульптор Фердинанд Брокоф

Перше укріплення в селі згадується 1554 року. Надалі як і село замок багато разів переходив з рук у руки. Найдовше замком володіли графи Морзін у 1690-1760 роках, за яких замок набув сучасного вигляду.
У 1719 замок перебудований за проєктом Яна Сантіні. Біля входу до замку були поставлені 2 скульптури маврів з гербом Морзинів на щитах праці Фердинанда Брокофа.
У 1928—1990 роках у замку перебувала школа. 1990 у замку сталася пожежа. З тих пір замок стоїть занедбаний, хоча 2012 року йому було надано статус історичної пам'ятки Чеської республіки.

### Церква св. Якова

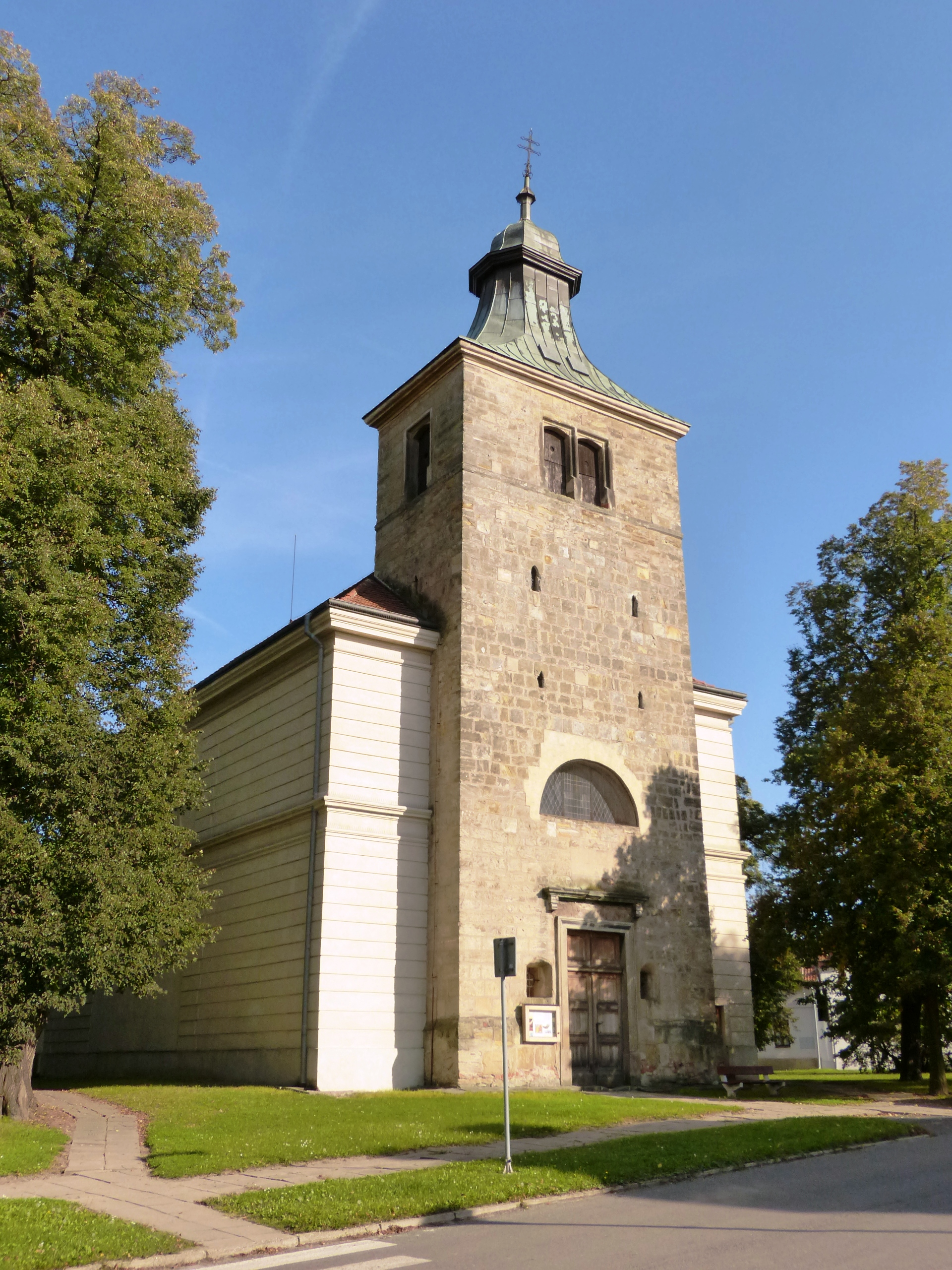
Церква святого Якова

Церква існує принаймні з XII століття, перша писемна згадка датується 1350-ми роками. Була побудована в готичному стилі, з тих часів збереглася прямокутна оборонна вежа. Готичний неф був зруйнований та перебудований у 1834—1836 роках. Сучасний вівтар створено 1877 року в псевдороманському стилі. Фігури святого Якова, а також святих Вітуса та Вацлава, як і все барокове різьблення, роботи Фердинанда Брокофа створені 1719 року.
На дзвіниці наявні два дзвони: великий вагою 300 кг відлитий 1570 року, а малий — 1996 року, важить 50 кг. Церкву реставровано 1988 року.

### Зерносховище в Тиніце

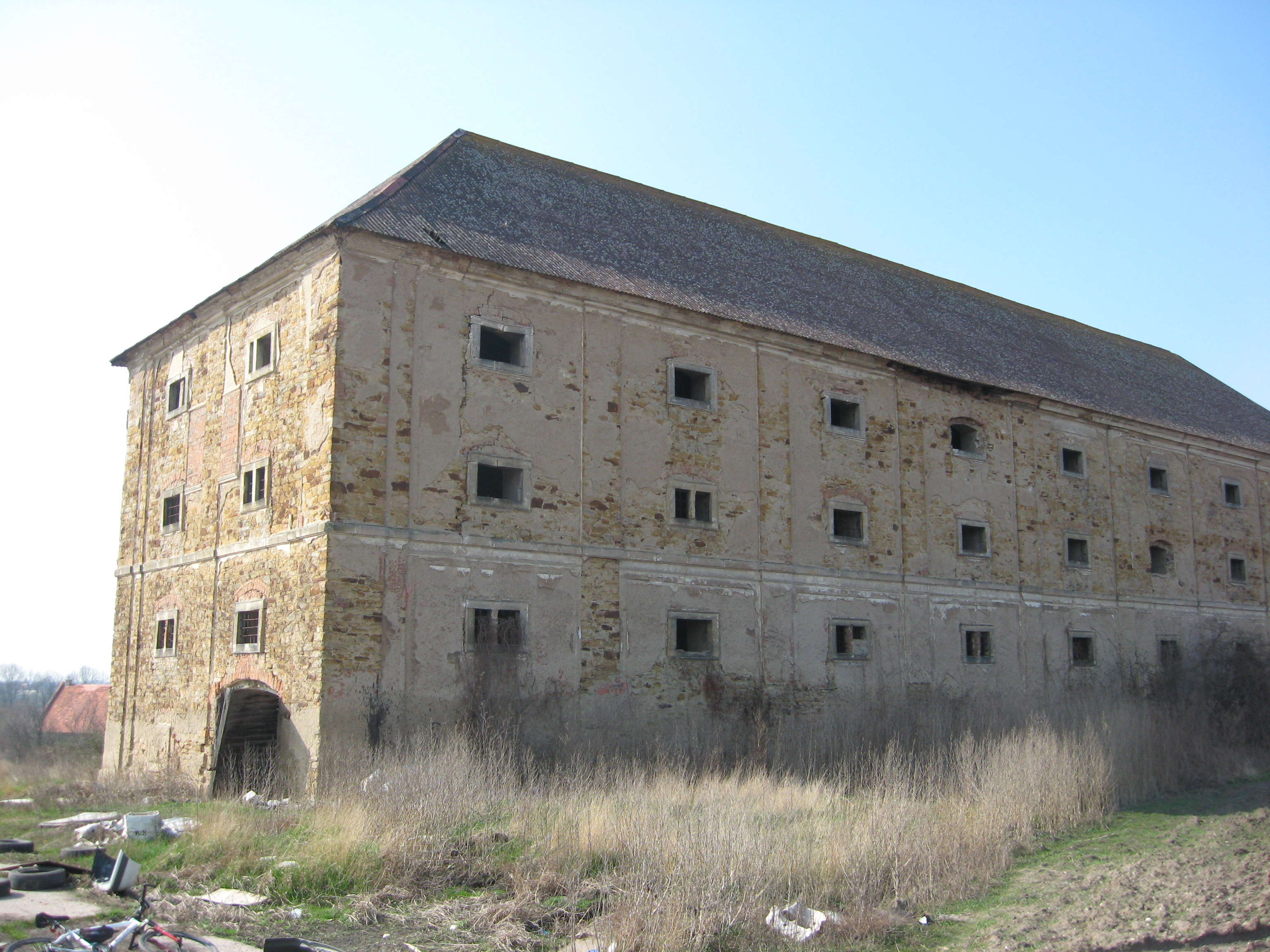
Зерносховище в Тиніце

На південний захід від Коуниці принаймні з XII століття існувало село Тиніце, що вперше згадується в грамоті князя Бедржиха, який дарував його празькому монастирю св. Івана. У XV—XVI столітті селом володіли громади Пршерова, Праги та Подєбрадів, допоки село не перейшло до Коуниці. Село було спалено під час Тридцятилітньої війни. Наразі від нього лишилося лише зерносховище як реставрована частина старої фортеці, якому надано статус чеської пам'ятки культури.

### Інші

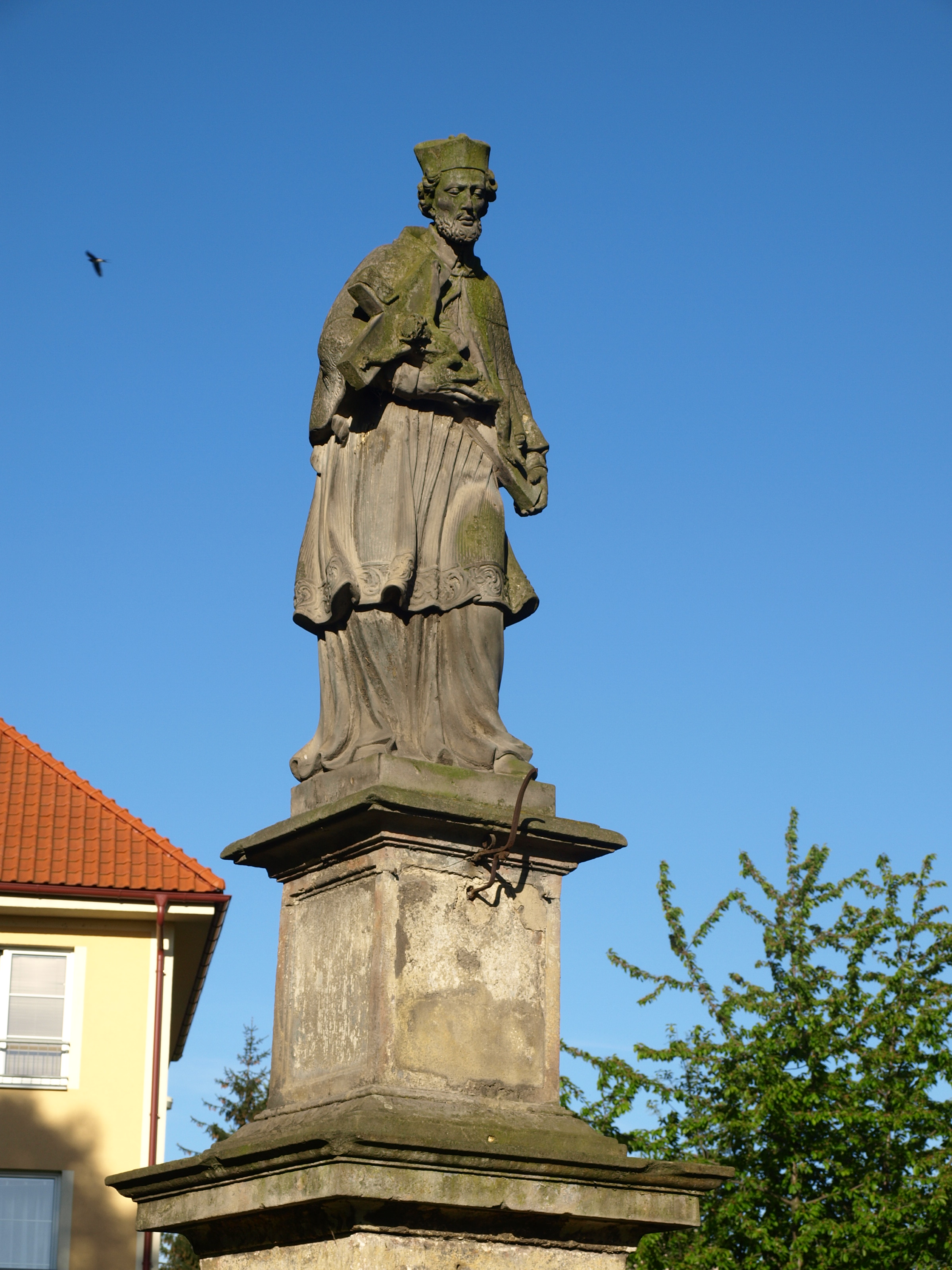
Статуя святого Івана

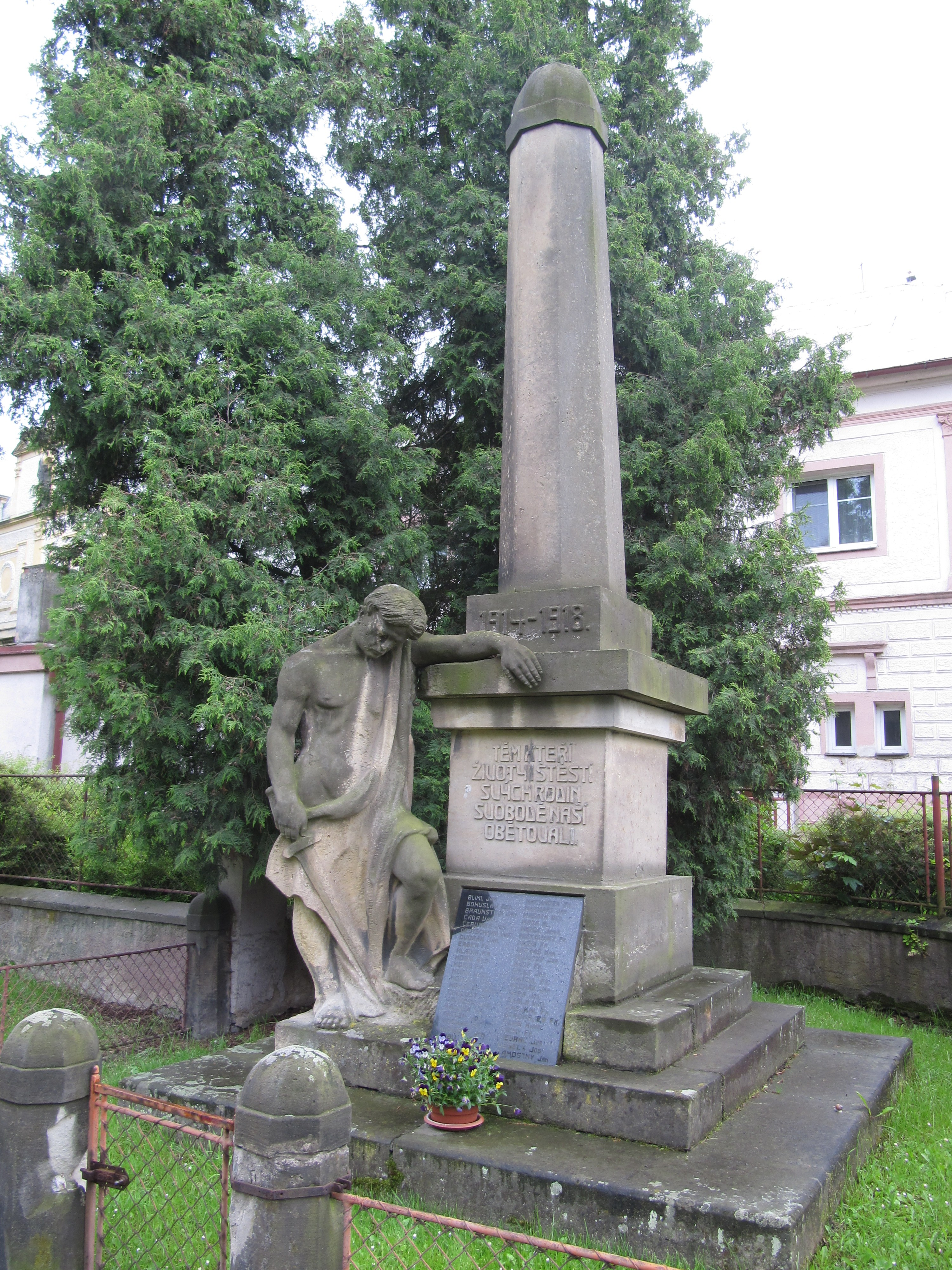
Пам'ятник загиблим у Першій світовій війні

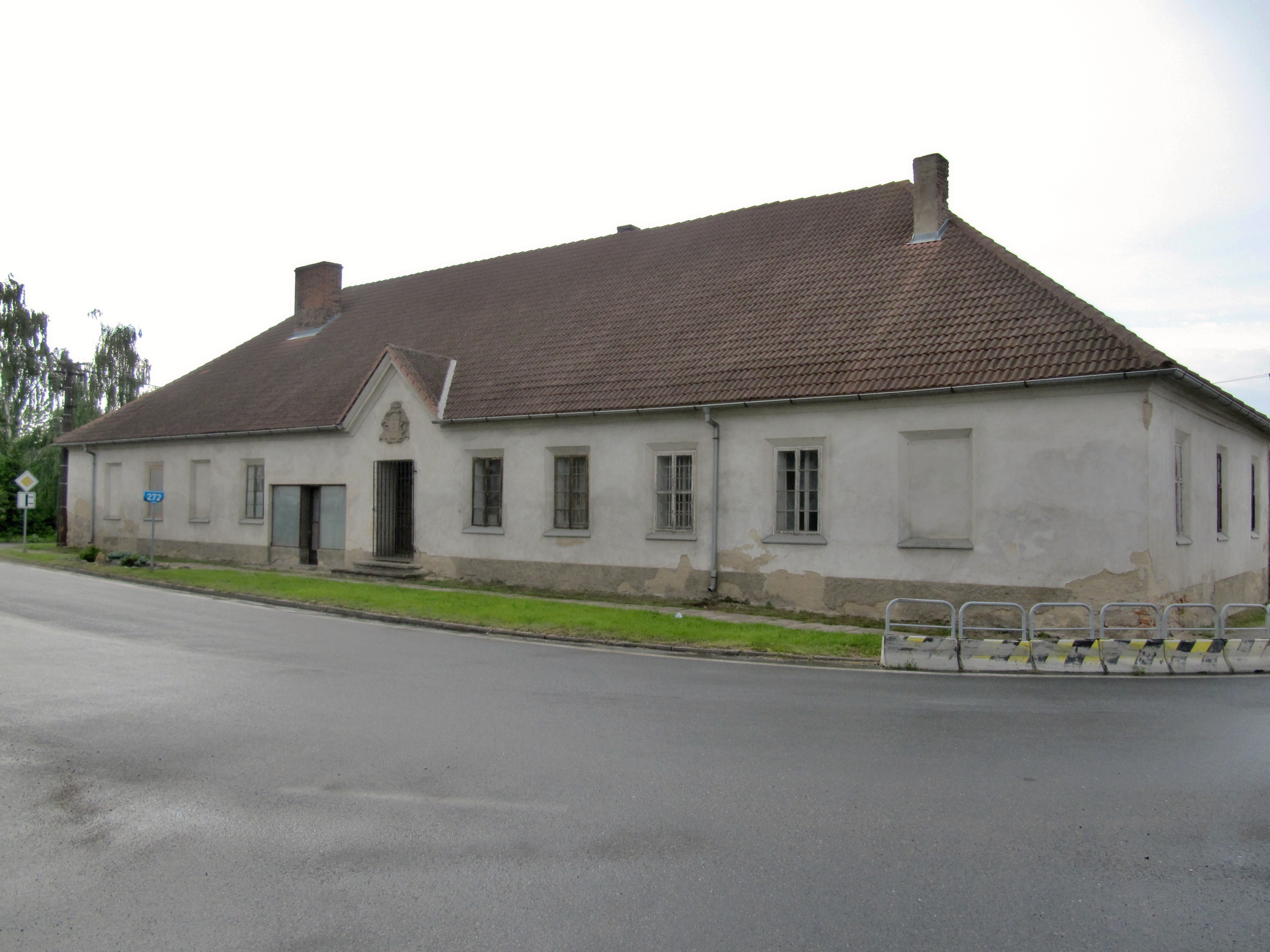
Історична лікарня

Серед монументів Коуниці, що занесені до реєстру культурних пам'яток — статуя святого Івана та пам'ятник загиблим у Першій світовій війні.
До інших пам'яток належить будівля лікарні, а також будівлі панського маєтку: солодовня XVII століття та садиба XVIII століття, .

## Відомі люди

### Уродженці
- Йозеф Бенеш[cs] — чеський математик
- Йозеф Ципр[cs] — чеський письменник
- Францишек Балей[de] — чеський юрист, перекладач і філософ

### Мешканці
- Анастасія Хаген — колишня порноакторка, емігрантка з України